# (3910) Liszt
(3910) Liszt (1988 SF) – planetoida z pasa głównego asteroid okrążająca Słońce w ciągu 4,67 lat w średniej odległości 2,79 j.a. Odkryta 16 września 1988 roku.